# Eupithecia rotundata
Eupithecia rotundata là một loài bướm đêm trong họ Geometridae.